# Niels Christian Bjerring
Niels Christian Bjerring (født 21. februar 1773 i København, død 28. oktober 1840) var en dansk embedsmand, far til Vilhelm Bjerring.
Bjerring blev født af fattige forældre (faderen var tømmermand) og begyndte i tidlig alder som skriverdreng på et kontor, men han var allerede 17 år gammel tilstrækkeligt begavet til at tage dansk-juridisk eksamen. Han kom derefter på kontoret hos højesteretsadvokat Johan Martin Schønheyder, hvis fuldmægtig han senere blev.
I 1800 blev han privat optaget på universitetet, men selv om han aldrig fik afsluttet med juridisk embedsexamen, blev han dog en meget benyttet overretsprokurator (bestalling 1803). Men han var kendt som en person med en hidsig karakter og skaffede sig derved mange fjender.
I sine yngre år var han almindelig kendt under navnet "den lille Marat" på grund af sine yderligtgående, revolutionære holdninger, og han skjulte aldrig sit had til den absolutistiske regeringsform. En tid lang var han en meget rig mand, dels ved under krigen efter 1807 at føre en stor del prisesager, dels som heldig deltager i udrustning af kapere.
Men ved pengeombytningen i 1813 mistede han sin formue. Herefter rettede han sin vrede mod landets finansbestyrelse, særligt Møsting. Han blev retsforfulgt for injurier og ved højesteretsdom af 26. juli 1825 blev han idømt 5 års landsforvisning.
Han levede i disse år mest i Lybek, men havde dog også et længere ophold i Paris. Hjemvendt til fædrelandet var han syg og svagelig, men hans temperament og holdninger forblev uændrede til hans død.